# دهج
دِهَج یکی از شهرهای شهرستان شهر بابک در استان کرمان می‌باشد که منطقه ای سردسیر و ییلاقی است. این شهر با روستاهای اطراف که دهستان دهج را تشکیل می‌دهد یکی از ۹ دهستان شهرستان شهربابک می‌باشد. جمعیت این شهر در سال ۱۳۸۵، برابر با ۷٬۷۶۰ نفر بوده‌است.

## موقعیت جغرافیایی
شهر دهج از شهرهای شهرستان شهر بابک از توابع استان کرمان است که در نیمه غربی استان کرمان و شمال شهرستان شهربابک واقع شده‌است. این شهر از شمال به شهرستان مهریز و شرق به شهرستان انار و از جنوب به جوزم و آبادی‌های آن، مزارع و شهر بابک و از جنوب غربی به خبر و آبادیهای آن محدود می‌گردد.
این شهر در طول جغرافیایی ۵۴ درجه و ۴۵ دقیقه شرقی و عرض جغرافیایی ۳۰ درجه و ۳۰ دقیقه شمالی تا ۳۱ درجه شمالی واقع شده‌است.

## وجه تسمیه
نظریاتی که در ارتباط با نام دهج مطرح می‌شود، شامل موارد زیر است:
- پاره‌ای عقیده دارند که نام دهج از دو شخصیت که هر دو «حاجی» بوده‌اند گرفته شده‌است؛ لذا این شهر (ده آنروزی) ابتدا به «دو حاج» یا «ده حاج» نامیده شده و به مرور زمان و بر اثر تحریف این نام به «دهج» تغییر نام داده‌است. به نظر می‌رسد که این استدلال ضعیف باشد.
- پاره‌ای دیگر بر این عقیده‌اند که نام دهج از دو کوه آتشفشانی به نام «عاج» که در کنار یکدیگر واقع هستند گرفته شده‌است. بنا به این عقیده نام دهج از این دو کوه برگرفته شده‌است که به نام «دوعاج» معروف بوده که به مرور زمان ابتدا به «دعج» و سپس به علت سادگی در تلفظ به دهج تغییر نام داده‌است. این نظر هم نمی‌تواند صحت داشته باشد. چرا که بین دهج و دوکوه ذکر شده رشته‌ای از تپه‌ها و کوه‌های دیگری که به «کولوت» (کوه لوت) معروفند واقع است.
- برخی دیگر اعتقاد دارند دهج در مسیر کاروان‌های زیارتی به‌ویژه مکه و مدینه بوده‌است و بر همین اساس نام «ده حج» را به خود گرفته و سپس به‌مرور زمان برای سادگی تلفظ «ه» حذف‌شده و «دِحَج» باقی‌مانده‌است و در گذر زمان بر اثر تحریف نام امروزی (دهج) بکار برده می‌شود.
- نام دهج از لغت دیهیگ گرفته‌شده‌است. نام این شهر «دیهیگ» بوده که احتمالاً در طول زمان به «دهیگ»، چنانچه «دیه» به «ده» تبدیل‌شده و در زمان حاکمیت اعراب مسلمان به دلیل اینکه در الفبای عرب حرف «گ» وجود ندارد و به‌جای آن حرف «ج» را تلفظ می‌کنند به «دهیج» تبدیل‌شده، که گاهی امروزه نیز در برخی نقشه‌ها و نوشته‌ها همین لفظ «دهیج» به‌کاررفته، سپس برای سادگی در تلفظ به «دهج» تحریف‌شده‌است.

نظر آخر بیشتر با واقعیت تاریخی و جغرافیایی شهر دهج همخوانی دارد. در کتاب دهج نامه نیز بر این امر صحه گذاشته‌است.

## آب و هوا و اقلیم
شهری است در حاشیه بیابان مرکزی ایران که در طرف جنوب آن منطقه کوهستانی قرار دارد و کشتزارهای تابع این شهر بیشتر حالت ییلاقی دارد. در سمت شمال دهج، منطقه گرم بیابانی مرکزی ایران واقع شده‌است. در مجموع این شهر بسیار خوش آب و هوا است که این آب وهوا در منطقه‌ای کویری جای تعجب دارد. تابستان‌های دهج خنک و زمستان‌های بسیار سردی در این منطقه وجود دارد.

## جاذبه‌های گردشگری
- حمام تاریخی حاج آخوند
- مکتب حکومتی
- غار ایوب